# Émile Roger
Pour le maire de Limoges, voir Émile Roger Lombertie.
Émile Roger, né le 5 mai 1920 à Lallaing et mort le 23 octobre 1994 à Douai, est un homme politique français ayant été élu à cinq reprises député du Nord. Il a également été maire de Lallaing pendant vingt-trois ans.

## Biographie

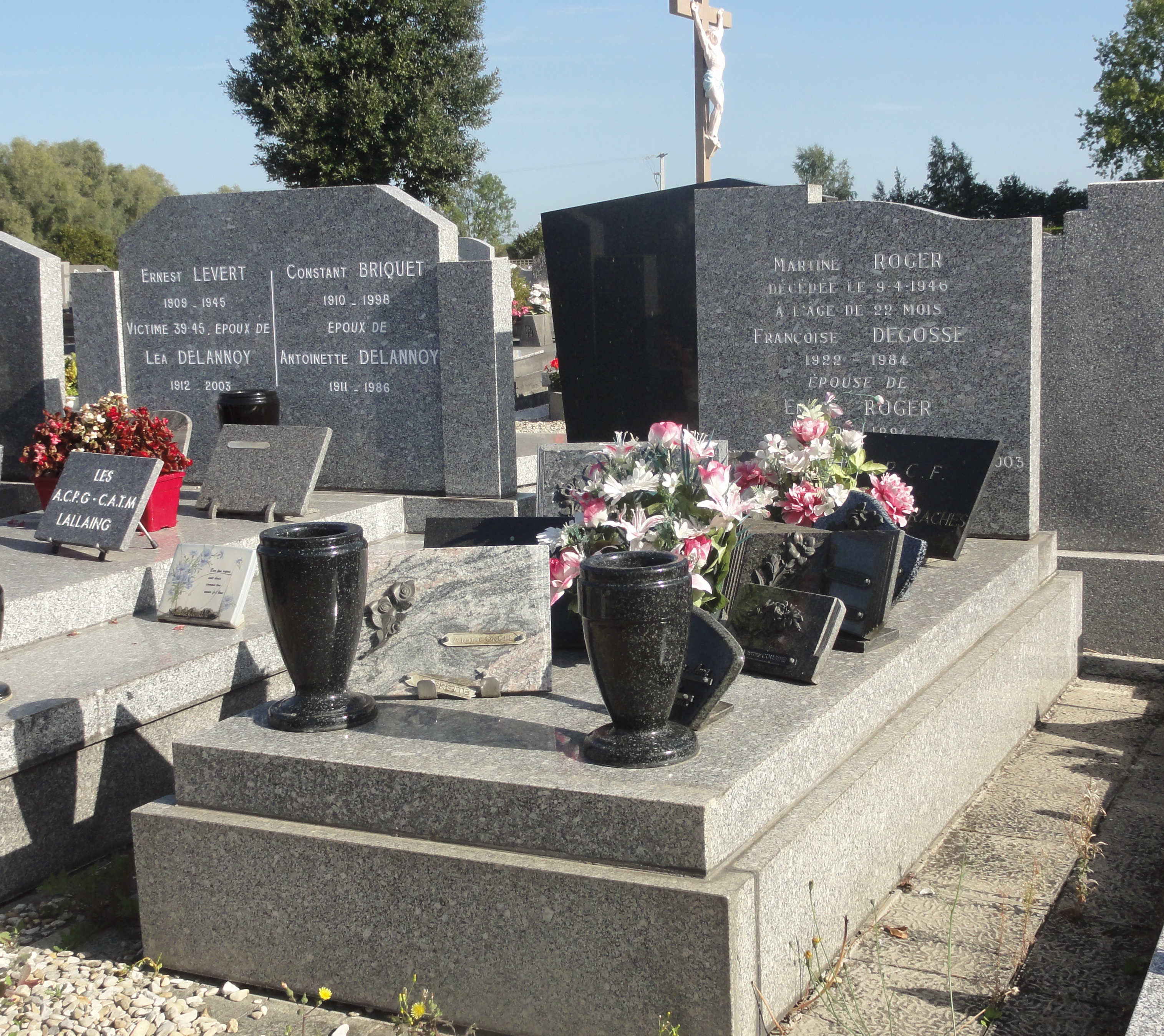
Sa tombe.

Né à Lallaing en 1920, Émile Roger exerce la profession de mineur et devient à partir de 1947 un responsable syndical de la CGT. Il entame une carrière politique nationale en étant élu député du Nord en 1967 dans la 14e circonscription du Nord sous les couleurs du Parti communiste. Réélu en 1968, 1973, 1978 et 1981, son mandat se termine le 1er avril 1986.
Émile Roger est également maire de sa commune natale de 1971 à son décès survenu le 23 octobre 1994. Il est enterré au cimetière de Lallaing.